# 徐星钤
徐星钤，江苏人，是一名清朝政治人物。
徐星钤曾于接替德治任龙岩州知州一职，由朱丙元接任。